# Dillandia
Dillandia är ett släkte av korgblommiga växter. Dillandia ingår i familjen korgblommiga växter.
Kladogram enligt Catalogue of Life:
| Dillandia | \| \| Dillandia chachapoyensis \| \| \| \| \| \| Dillandia subumbellata \| \| \| \| |
|           | \| \| Dillandia chachapoyensis \| \| \| \| \| \| Dillandia subumbellata \| \| \| \| |
|           | Dillandia chachapoyensis                                                            |
|           |                                                                                     |
|           | Dillandia subumbellata                                                              |
|           |                                                                                     |